# Anarchitektur
Anarchitektur, album muzyczny zespołu Einstürzende Neubauten.

## Utwory
1. Anarchitektur	- 46:00

## Skład
- Blixa Bargeld
- N.U. Unruh
- Alexander Hacke
- Jochen Arbeit
- Rudolf Moser